# رحلة في البادية (كتاب)
```
رحلة في البادية
```

كتاب ألفه إسكندر يوسف الحايك، سطر فيه مذكرات أحداث رحلته الخطيرة، وبطلب من السائح باسيل كورباه أحد رجال الحكم القيصري الروسي، الذي جاء إلى المشرق لغاية سياسية، وبرفقة خمسة عشر رجلاً آخرين، ليجوبا معاً بادية الشام متجهين إلى العراق وتركيا مارين بالقرى والمناطق الآهلة بالقبائل، وعلى ظهر الخيل. واستمرت مائة وثلاثين يوماً، بدأت في 11 آذار وانتهت في 19 تموز بوداع رفيقه الروسي الذي سافر على ظهر باخرة إلى أوروبا،  وفي 20 تموز من عام 1914م، قبل الحرب العالمية الأولى بقليل، وصل الحايك إلى مسقط رأسه في جبل لبنان بلدة بيت شباب واجتمع بأهله وعائلته. وكانت رحلتهما قد انطلقت من القاهرة إلى بيروت ثم دمشق، متجهين إلى الجزيرة الفراتية  نحو دير الزور ونينوى وديار بكر وبغداد وغيرها من المدن والقرى. كما التقى خلالها بزعماء طوائف كالايزيديين في سنجار وزعماء قبائل  كشمر  وأمير الجبور. ودوَّن تقاليد وعادات تلك القبائل التي مروا بها وقابلوا بعضاً من أفرادها، رجالاً ونساءً إضافة إلى شيوخها.
نشر الكتاب عام 1936م وعدد صفحاته 216 صفحة.